# 东边道
东边道，中华民国初期行政区划名。中華民國二年1月，北京政府公布三個《劃一令》。次月，裁興鳳道，劃奉天全省為中路道、東路道、西路道、南路道、北路道5道。次年改为东边道。中华民国北洋政府时期设置的道，属奉天省，治安东县。1928年撤。1915年辖20县：
- 安东县
- 兴京县
- 通化县
- 凤城县
- 宽甸县
- 桓仁县
- 临江县
- 辑安县
- 长白县
- 安图县
- 抚松县
- 抚顺县
- 本溪县
- 海龙县
- 辉南县
- 柳河县
- 金县
- 复县
- 岫岩县
- 庄河县